# Zuzanna Szadkowski
Zuzanna Szadkowski (nascida em 22 de outubro de 1978) é uma atriz polonesa-americana, conhecida por seu papel como Dorota Kishlovsky na série de drama adolescente da The CW Gossip Girl. Szadkowski também apareceu em The Sopranos, Law & Order: Criminal Intent e Guiding Light. Ela fez sua estréia no New York Stage em Nora Ephron e Love, Loss, e What I Wore, de Delia Ephron. Seu sobrenome é pronunciado como "shad-kawv-skee". Szadkowski frequentou o Barnard College da Universidade de Columbia, em Nova York, e passou a fazer um MFA atuando no Instituto de Treinamento Avançado de Teatro da Universidade de Harvard.

## Vida pessoal
Zuzanna Szadkowski nasceu em 22 de outubro de 1978, em Varsóvia, na Polônia, e se mudou para os Estados Unidos quando tinha três anos. Sobre sua identidade nacional e sotaque polonês que ela exibe em Gossip Girl, ela disse: "Eu nasci na Polônia, então eu sou capaz de me identificar com ela desse jeito. O sotaque é inspirado em pessoas da minha própria família, por isso espero estar fazendo justiça". Szadkowski e sua família mudaram-se para Fort Wayne, Indiana, onde ela se formou na Escola Secundária R. Nelson Snider em 1997. Ela frequentou o Barnard College da Columbia University, e ganhou um Master of Fine Arts atuando no Institute for Advanced Theatre Training da Universidade de Harvard.
Szadkowski atualmente reside no centro de Brooklyn. Em 2010, ela fez uma parceria com Sam Weisman para abrir uma escola de atuação, o Sam Weisman Studio, em Nova York.

## Filmografia

### Cinema
| Ano  | Título                          | Papel                        | Notas                         |
| ---- | ------------------------------- | ---------------------------- | ----------------------------- |
| 2011 | The Pilot Season Survival Guide | Martha                       | Curta-metragem                |
| 2011 | Tower Heist                     | Empregada doméstica polonesa | Não creditado (cena deletada) |
| 2012 | Where Is Joel Baum?             | Senhora da limpeza polonês   |                               |
| 2013 | Butterflies of Bill Baker       | Monica                       |                               |
| 2014 | Growing Up and Other Lies       | CeCe                         |                               |
| 2016 | Loserville                      | Janice Rappaport             |                               |

### Televisão
| Ano       | Título                       | Papel             | Notas                   |
| --------- | ---------------------------- | ----------------- | ----------------------- |
| 2006      | Law & Order: Criminal Intent | Trina             | Episódio: "Watch"       |
| 2007      | The Sopranos                 | Elzbieta          | 2 episódios             |
| 2007–2012 | Gossip Girl                  | Dorota Kishlovsky | 79 episódios            |
| 2007      | Law & Order: Criminal Intent | Olga              | Episódio: "Lonelyville" |
| 2009      | Chasing Dorota               | Dorota Kishlovsky | Websérie; 6 episódios   |
| 2009      | Guiding Light                | Sister Angelica   | 3 episódios             |
| 2014–2015 | The Knick                    | Nurse Pell        | 15 episódios            |
| 2015      | Elementary                   | Miranda Jantzen   | Episódio: "Seed Money"  |
| 2015      | Girls                        | Priya             | 3 episódios             |
| 2016      | The Good Wife                | Gloria Beattie    | Episódio: "Shoot"       |